# Jack Unterweger
Johann „Jack“ Unterweger (* 16. August 1950 in Judenburg, Steiermark; † 29. Juni 1994 in Graz) war ein österreichischer Serienmörder, der in der Haft zu schreiben begann und dadurch Bekanntheit erlangte. Für neun weitere Morde nach seiner vorzeitigen Haftentlassung wurde er in erster Instanz erneut zu lebenslanger Haft verurteilt.

## Leben

### Herkunft und Jugend

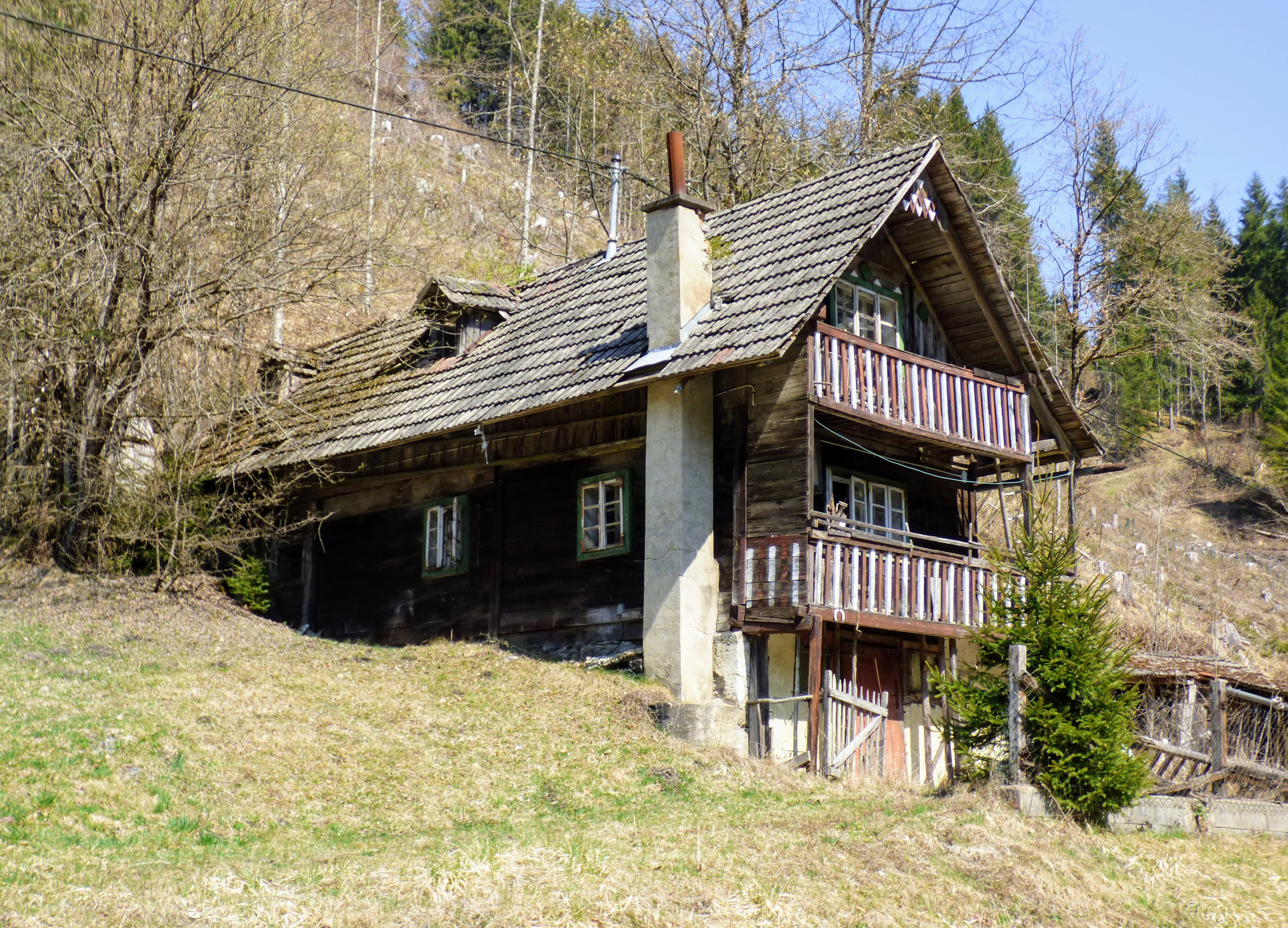
In diesem Haus wuchs Jack Unterweger bei seinem Großvater auf.

Jack Unterweger wurde als unehelicher Sohn der Kärntner Kellnerin Theresia Unterweger geboren. Seinen Vater, einen in der amerikanischen Besatzungszone stationierten US-Soldaten, lernte er nie kennen, dieser soll sich niemals zu seinem Sohn bekannt haben. Die Annahme, Jacks Mutter sei Prostituierte gewesen, genährt nicht zuletzt durch den „autobiografischen, oft die Tatsachen verfälschenden Roman ‚Fegefeuer‘“ (1983), gilt inzwischen als widerlegt. Aufgewachsen ist Unterweger ohne seine Mutter im Kärntner Pisweg im Wimitzgraben bei seinem Großvater mütterlicherseits, Ferdinand Wieser, der als „rauer Geselle“ beschrieben wird und zusammen mit seinem Enkel bei regelmäßigen Raubtouren Nutztiere stahl. Er selbst bezeichnete sich in Fegefeuer „als Opfer einer brutalen Kindheit unter einem versoffenen, herumhurenden Großvater“.
1966 wurde Unterweger in Sankt Veit an der Glan wegen Diebstahls zu einer bedingten Haftstrafe von drei Tagen verurteilt und für ein Jahr in die Bundesanstalt für Erziehungsbedürftige in Kaiser-Ebersdorf eingewiesen. Nach seiner Entlassung arbeitete er als Kellner. In dieser Zeit beging er weitere Diebstähle und Einbrüche und fiel wegen einiger Gewaltdelikte gegen Frauen und wegen Zuhälterei auf.
Im Mai 1974 unternahm Jack Unterweger nach eigenen Angaben einen Suizidversuch mit Drogen, wurde aber gerettet und nach neun Tagen in der Psychiatrie entlassen.

### Mord, rechtskräftige Verurteilung und Haft
Am 12. Dezember 1974, als er eine Bekannte in Hessen besuchte, begegneten die beiden Margret Schäfer, die auf dem Weg von einer Weihnachtsfeier nach Hause war, und begleiteten sie. Sie fesselten das Opfer in dessen Wohnung im Elternhaus, stahlen ihr Geld und flüchteten dann mit der immer noch Gefesselten. Außerhalb von Ewersbach in einem Waldstück schlug Unterweger nach eigenen Angaben schließlich mehrfach mit einer Stahlrute auf Hals und Kopf des Opfers ein. Anschließend strangulierte er die Frau mit dem Draht ihres Büstenhalters und täuschte ein Sexualdelikt vor. Am 1. Juni 1976 wurde Unterweger am Landesgericht Salzburg wegen dieses Mordes zu lebenslanger Haft verurteilt und aufgrund seiner besonderen Gefährlichkeit in der Justizanstalt Stein inhaftiert.
Bereits im April 1973 hatte man Unterweger verdächtigt, in Salzburg die 23-jährige Marica Horvath ermordet zu haben. Diese Tat wurde ihm letztlich jedoch nie nachgewiesen, da die Ermittlungen eingestellt wurden, nachdem er für den Mord an Margret Schäfer zu lebenslanger Haft verurteilt worden war.

### „Häfenliterat“

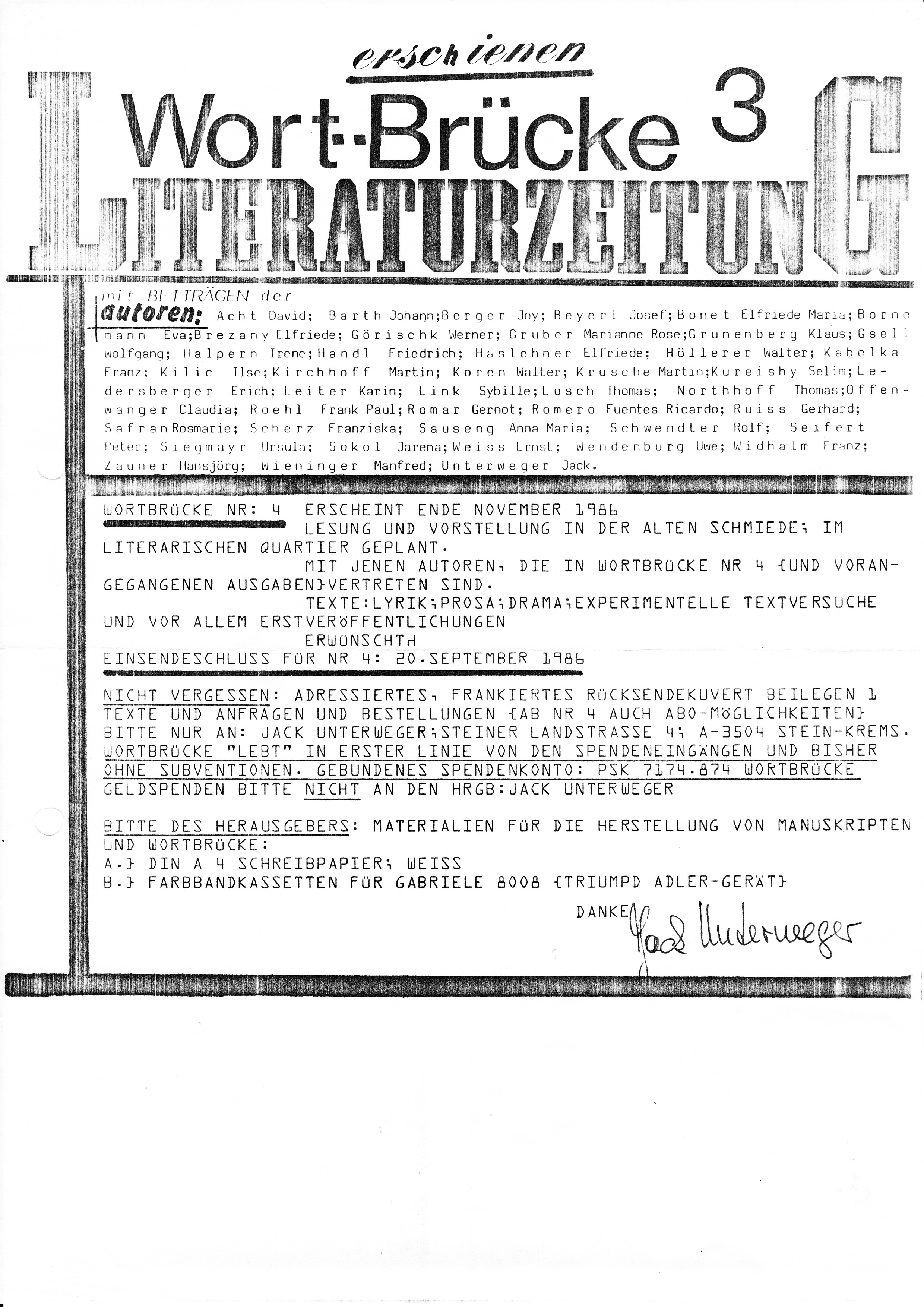
Von Jack Unterweger 1986 herausgegebenes Flugblatt zur Bewerbung der Literaturzeitung Wort-Brücke

Unterweger begann in der Haft zu schreiben. Nach seinem Debüt, dem Gedichtband Tobendes Ich, folgten unter anderem die autobiografischen Romane Fegefeuer oder die Reise ins Zuchthaus und Kerker, die Erzählungen Va Banque, Mare Adriatico und 99 Stunden sowie zahlreiche Gutenachtgeschichten für die Sendung Das Traummännlein kommt des ORF. Er wurde daher bald als „Häfenliterat“ und „Häf’n-Poet“, außerhalb Österreichs, wo der typisch österreichische Ausdruck „Häf’n“ nicht bekannt ist, entsprechend als „Knastpoet“ und in den USA als „Jack the Writer“ bekannt. Fegefeuer wurde 1988 unter der Regie von Wilhelm Hengstler verfilmt, wobei Unterweger am Drehbuch mitgewirkt hatte. Bobby Prem spielte Jack und Jürgen Goslar den Großvater. Unterweger gab von 1985 bis 1989 die Literaturzeitschrift Wort-Brücke heraus, von der zwölf Nummern erschienen. Prominente Beiträger waren unter anderen Elfriede Jelinek, Franz Kabelka und Andrea Wolfmayr.
Im Jahr 1989 erhielt er den Ingeborg-Drewitz-Literaturpreis für Gefangene.
Es ist inzwischen stark strittig, ob Jack Unterweger tatsächlich Autor z. B. seines biografischen Erfolgsromans Fegefeuer oder die Reise ins Zuchthaus war. Als wahrscheinlicher gilt, dass dieses Buch und auch andere Texte von Sonja von Eisenstein verfasst wurden, die eng mit ihm zusammenarbeitete. Grundsätzlich ist bekannt, dass Unterweger häufiger fremde Texte als eigene ausgab.

### Entlassung aus der Haft
Die damalige österreichische Kulturszene präsentierte Unterweger daraufhin als Paradebeispiel für eine geglückte Resozialisierung. Es folgten Petitionen zahlreicher Intellektueller (unter anderen Ernest Borneman, Milo Dor, Erich Fried, Barbara Frischmuth, Günter Grass, Ernst Jandl, Peter Huemer, Elfriede Jelinek, Günther Nenning und Erika Pluhar), die schließlich zu seiner vorzeitigen Entlassung führten.
Nach Abbüßung von 16 Jahren seiner Strafzeit kam er nach Zustimmung des Justizministers Egmont Foregger auf Rechtsbasis von § 46 Abs. 5 StGB am 23. Mai 1990 ohne weitere Auflagen auf Bewährung frei.
Danach wurde Unterweger auf Partys herumgereicht und war Teil der sogenannten Seitenblickegesellschaft.

### Mordserie und Anklage
Sechs Monate nach der Entlassung Unterwegers aus der Haft begann eine Serie von Morden an Prostituierten (acht in Prag, Graz, Lustenau und Wien, drei in Los Angeles). Alle Opfer wurden auf die gleiche Weise getötet – der Täter band ihre Unterwäsche zu einem Henkersknoten und strangulierte sie damit. Unterweger geriet in Verdacht und floh mit seiner minderjährigen Freundin über die Schweiz in die USA. Am 27. Februar 1992 wurde er vom FBI in Miami festgenommen, als er versuchte, einen Vorschuss für ein Interview mit dem Magazin Erfolg des späteren Glücksspiel-Lobbyisten Gert Schmidt zu kassieren.
Unterweger bestritt die ihm zur Last gelegten Taten bis zuletzt. Es gab jedoch schwerwiegende Indizien gegen ihn. So wurde auf dem Autositz seines BMW ein Haar gefunden, das nach einem – zum ersten Mal vor Gericht zugelassenen – DNA-Gutachten mit einer rechtlich signifikanten Wahrscheinlichkeit der in Prag ermordeten Frau zugeordnet werden konnte. An der Kleidung eines anderen Opfers waren Textilfasern gefunden worden, die mit dem Material von Unterwegers Schal identisch waren. Höchst belastend war auch, dass er sich bei allen elf, geografisch weit auseinanderliegenden Verbrechen an den jeweiligen Tattagen nachweislich (z. B. für eine Lesung) in der jeweiligen Region aufgehalten hatte – was mit Zufall schon kaum erklärbar war –, für die eigentlichen Tatzeiten aber in keinem einzigen Fall ein Alibi vorweisen konnte. Auch war die Mordserie nach seiner Verhaftung abrupt zu Ende.
In dem vor einem Grazer Geschworenengericht am 20. April 1994 begonnenen Prozess, der unter großem Medienandrang stattfand, zeigte sich Unterweger gut vorbereitet: „Im schicken Anzug trat er in den Saal, spielte einmal mehr den intellektuellen Lebemann. In seinem Plädoyer sagte er“:

„Meine Damen und Herren Geschworenen, wir sind jetzt für die nächsten zwei Monate zusammen, und ich möchte kein steriler Schauspieler sein. Ich möchte es mit Ihnen so haben wie im Kaffeehaus. Falls Sie Fragen haben, stellen Sie sie bitte, und ich werde Ihnen auf alles, wirklich alles, Antwort geben. Sehen Sie, ich habe den großen Vorteil, dass ich nichts zu verbergen habe, da ich nicht der Mörder bin. Wenn Sie mich bei einer Lüge erwischen, dann verurteilen Sie mich.“

### Verurteilung und Tod
Am 29. Juni 1994 verurteilte das Geschworenengericht Unterweger wegen neunfachen Mordes neuerlich zu lebenslanger Haft, dieses Mal ohne die Möglichkeit einer Strafaussetzung zur Bewährung. Da es in zwei weiteren Fällen keine verwertbaren Spuren an den Leichen gab und ihm die beiden Taten daher nicht nachzuweisen waren, wurde er in diesen Fällen freigesprochen.
In der Nacht nach dem Urteil beging er in der Justizanstalt Graz-Jakomini Suizid durch Erhängen. Er verwendete dabei den gleichen Spezialknoten, der auch bei den Prostituiertenmorden verwendet worden war.
Unterwegers damaliger Strafverteidiger Georg Zanger äußerte 2015 in der Zeitschrift profil die Ansicht, dass „eine Vorverurteilung im Mainstream bereits stattgefunden“ habe, und meinte weiter: „Den Geschworenen ging es gar nicht darum, die Beweislage abzuwägen, sondern sie sahen in Unterweger einen bereits Schuldigen, dem sie es zeigen wollten.“ Die Filmemacherin Elisabeth Scharang, die für ihren Film Jack auch im Gerichtsarchiv recherchierte, legte gegenüber dem profil im selben Artikel dar, dass „man zwar Einsicht in den Akt nehmen [könne], nur fehle ein Großteil der Unterlagen, wie eine Menge gähnend leerer Mappen in dem Ordner beweist.“ Darüber hinaus erklärte Scharang zur Schuldfrage:

„Ich halte mich da an die Aussage von Alfred Noll, der als junger Rechtsanwaltskonzipient in der Kanzlei Georg Zanger mit Unterwegers letztem Prozess betraut war. Der sagte: ‚Es ist sehr wahrscheinlich, dass er es war, es ist aber auch sehr wahrscheinlich, dass er es nicht war.‘ In unserem Rechtssystem sollte jedoch im Zweifel für den Angeklagten gelten.“

Unterweger wurde in einem Urnengrab in Oberösterreich bestattet, für dessen Gestaltung die Anwältin Astrid Wagner verantwortlich war; in den Stein ließ sie nur die Initialen von Jack Unterweger ritzen sowie einen Satz von Hermann Hesse: "Und zu Ende ist die Qual, und die Kette bricht." Der genaue Standort des Grabs wird nicht öffentlich bekanntgegeben.

### Rechtskraft der Verurteilungen und Diktion
Das Urteil des Geschworenengerichts vom Juni 1994 für die neun zur Last gelegten Morde in Österreich, Prag und Los Angeles wurde nicht rechtskräftig, da das Verfahren – wie es das österreichische Strafrecht für einen solchen Fall vorsieht – mit Unterwegers Tod eingestellt wurde. Daran knüpft sich die Frage, ob er als „mutmaßlicher Serienmörder“ oder ob er ohne Verletzung des postmortalen Persönlichkeitsrechts auch als „Serienmörder“ bezeichnet werden darf. Folgt man der aktuellen Rechtsprechung des Obersten Gerichtshofs (unter Zugrundelegung des Anlass gebenden Medienverfahrens im Fall Rachat Älijew, OGH 6 Ob 226/16 b, 2017), so schützt zwar § 7b Abs. 1 MedienG nicht vor einer postmortalen Verletzung der Unschuldsvermutung (unter Bezugnahme auf OGH 4 Ob 184/97 f, 1997), einer „immerwährenden Unschuldsvermutung“ erteilte der OGH aber eine Absage. Ebenso bejahte der OGH in der Interessenabwägung in diesem Rechtsfall „ein […] Informationsbedürfnis [der Allgemeinheit], weil in den (schwerwiegenden) Tatvorwürfen aufgrund des […] Zusammenhangs ein Beitrag zum gesellschaftlichen Diskurs über ein Ereignis von öffentlichem Interesse erblickt werden konnte“. Andererseits „weist der OGH […] dem Urheber der Vorwürfe die Beweislast für deren Wahrheitsgehalt zu. Dies entspricht der Beweislast bei Ehrenbeleidigungen […], ergibt sich aber auch aus dem Umstand, dass ein Strafverfahren zur Klärung der Vorwürfe gegen den Verstorbenen nicht mehr durchgeführt werden kann. […] Deshalb ist es auch geboten, im Zivilverfahren strafgerichtliche Maßstäbe anzulegen, sodass insb[esondere] in dubio pro reo zu entscheiden ist. Daher sind die Vorwürfe nur zulässig, wenn das Vorliegen einer Straftat im Zivilprozess mit der Sicherheit des Strafverfahrens bewiesen wird“ (Bernhard Burtscher, ÖJZ, 14/2018).

## Werke
- 1982: Tobendes Ich (Lyrik)
- 1983: Worte als Brücke (Lyrik, Prosa) – mit Grete Wassertheurer
- 1983: Fegefeuer oder die Reise ins Zuchthaus (autobiografischer Roman)
- 1984: Bagno (Prosa)
- 1985: Endstation Zuchthaus (Drama)
- 1985: Kerkerzeit (Lyrik)
- 1985: Wenn Kinder Liebe leben (Gutenachtgeschichten)
- 1986: Va Banque (Roman)
- 1987: Reflexionen (Lyrik)
- 1990: Schrei der Angst (Drama)
- 1990: Mare Adriatico (Erzählung)
- 1990: Kerker (Prosa)
- 1992: Dangerous Criminal (Lyrik, Prosa)
- 1994: 99 Stunden (dokumentarische Erzählung)

## Rezeption
Das Leben Unterwegers diente als Vorlage für die Theaterstücke Black Jack von Franzobel und The Infernal Comedy, das 2008 mit John Malkovich in Santa Monica, Kalifornien, uraufgeführt wurde. Der Fall Unterweger wurde auch in der 2010 erstmals auf VOX ausgestrahlten Dokumentation Das Böse nebenan – wenn Menschen zu Bestien werden behandelt. Bereits 1988 hatte der österreichische Schriftsteller und Regisseur Wilhelm Hengstler unter dem Titel Fegefeuer Unterwegers Autobiographie verfilmt. Unterweger schrieb das Drehbuch selbst.
Die österreichische Horrorpunk-Musikgruppe Bloodsucking Zombies from Outer Space behandelt Unterweger ironisch in ihrem Lied Legendary Jack. Auch der deutsche Underground-Autor Franz Dobler widmet ihm ein Kapitel in seinen Letzten Stories.
Der Film Jack von Elisabeth Scharang erzählt die Geschichte von Unterweger als Spielfilm und hatte im August 2015 beim Filmfestival Locarno Premiere. Der ORF strahlte den Film erstmals im Dezember 2017 sowie im Jänner 2018 in der Reihe Der österreichische Film in ORF III aus.
Den Fall Unterweger stellt auch das Wiener Kriminalmuseum mit Kleidungsstücken, Bildern und Pressetexten dar.
Die österreichische Death-Metal-Musikgruppe Monument of Misanthropy widmete Jack Unterweger ein gesamtes Konzeptalbum mit dem Namen „Unterweger“. Das Album wurde am 12. November 2021 unter dem Label Transcending Obscurity Records veröffentlicht.
Der deutsche Rapper Morlockk Dilemma steuerte zu dem 2017 erschienenen Gemeinschaftsalbum Hexenkessel EP 1+2 den Titel Jack bei, in dem er Bezug auf das Leben Unterwegers nimmt.
In seinem dritten Roman Mordsmann verarbeitete Ernst Geiger den Fall Unterweger.
Der NDR produzierte 2022 unter dem Titel „JACK. Gier frisst Schönheiten“ einen achtteiligen Podcast über Unterweger.